# Varga Éva (modell)
Varga Éva (Budapest, 1963. április 22. –) táncos, énekes előadóművész, modell, egzotikus szépség.

## Élete
Kereskedelmi szakközépiskolát végzett, majd modell lett. Különböző kereskedelmi plakátokon és kártyanaptárakon, újságokban látható. Az 1980-as évek egyik ismert modellje. 
Az R-GO-ba úgy került 1982-ben, hogy Clavier Charlotte egy kozmetikai bemutatón látta őt, ahol mindketten rájöttek, hogy hasonlítanak egymásra, mindketten egzotikus vonásokkal rendelkeztek. 
15–18 éves korában tanult gitározni, a baráti társaságával sokat énekeltek közösen, ráadásul a diszkókban is otthonosan mozgott. Külsőre is összeillett a két „Gida”, úgyhogy gyors döntés született: ettől a perctől kezdett közismertté vált, hiszen három nap múlva az újonnan bemutatkozó együttessel el is indult az első fellépésére. Az R-GO együttes „gidája”, Szikora Róbert és Környei Attila mellett háttértáncos és énekes volt.
Az R-GO-tagság mellett továbbra is vállalt fotómodellként munkát külföldön is, például egy nagy francia magazin felkérésére.
1988-ban a Fan-Fan együtteshez került. A Fan-Fan együttes 1987-ben alakult, Varga Éva itt énekes volt. A 90-es években feloszlott az együttes. 
Varga Éva élete 2003. június 15-én éjszaka tört meg. A hat halálos áldozatot követelő Lupa-sziget melletti balesetben Éva elveszítette egyetlen fiát, a tizenhét éves Danit és a gyermek édesapját. Ugyanazon a napon értesült édesanyja haláláról is. 
Éva átvészelte a csapást, és férjhez ment.